# 邓友梅
邓友梅（1931年3月1日—），笔名右枚、方文、锦直等，男，祖籍山东平原，生于天津，中国作家。

## 生平
邓友梅祖籍山东省平原县邓村，出生于天津。1942年，在其故乡山东参加八路军，做小交通员。1943年，因部队精简，赴天津务工。在被某工厂招收之后，被强行押送至日本山口县的一个化工厂做苦工。1944年，返回中国，并重新参加八路军，先做通讯员，之后一直在文工团工作。
1949年，在新华社某军队分社做见习记者。之后转业，担任北京人民艺术剧院和北京市文联创作员。1951年，写文章批判电影《武训传》。1952年，加入中国共产党，之后进入中央文学讲习所学习。1955年，中央文学讲习所毕业之后，为体验生活，在一个建筑公司担任基层领导。1957年，在反右运动中，被打成右派。1962年，在辽宁省鞍山文联工作。1976年，返回北京。1984年，当选中国作家协会理事常务委员会委员、书记处书记。

## 主要作品
- 《在悬崖上》(1956年)
- 《别了，濑户内海》
- 《我们的军长》(1980年全国优秀短篇小说奖)
- 《话说陶然亭》(1981年全国优秀短篇小说奖)
- 《那五》(1983年全国优秀中篇小说奖)
- 《烟壶》(1984年全国优秀中篇小说奖)
- 《寻访“画儿韩”》
- 《凉山月》
- 《京城内外》
- 《“猎产星座”行动》
- 《樱花·孔雀·葡萄》
- 《那五邵氏兄弟》
- 《“四海居”轶话》
- 《索七的后人》